# ウィリアム・トレヴァー
ウィリアム・トレヴァー（William Trevor, 1928年5月24日 - 2016年11月20日）は、アイルランドのコーク県出身の小説家。

## 経歴
1952年からイングランドに移住し、デヴォン州に在住して英語で創作活動を行った。人物の造形にすぐれ、長篇、短篇ともに名手として高く評価されている。
イギリスとアイルランドの双方を舞台に、カトリックとプロテスタント、独立派と親英派との対立の間で揺れ動くアイルランド人の民族的アイデンティティや葛藤をしばしば描く。
2016年11月20日、デヴォン州の自宅で死去。88歳没。

## 主な著作

### 長篇
- A Standard of Behaviour （1958年）
- The Old Boys （1964年）
- Mrs Eckdorf in O'Neill's Hotel （1969年）
- Elizabeth Alone （1973年）
- The Children of Dynmouth （1976年）
  - 『ディンマスの子供たち』  宮脇孝雄訳、国書刊行会、2023年
- Fools of Fortune （1983年）　
  - 『フールズ・オブ・フォーチュン』　岩見寿子訳、論創社、1992年
- The Silence in the Garden （1983年）
- Two Lives （1991年）
  - 『ふたつの人生』 栩木伸明訳、国書刊行会、2017年
- Felicia's Journey （1994年）
  - 『フェリシアの旅』　皆川孝子訳、角川書店〈角川文庫〉、2000年
- Death in Summer （1998年）
- The Story of Lucy Gault （2002年）
- Love and Summer （2009年）
  - 『恋と夏』 谷垣暁美訳、国書刊行会、2015年

### 短篇集
- The Day We Got Drunk on Cake （1967年）
- Angels at the Ritz and Other Stories （1975年）　
  - 『リッツホテルの天使達』 後恵子訳、ほおずき書籍、1983年
- After Rain （1996年）　
  - 『アフター・レイン』 安藤啓子・神谷明美・佐治小枝子・鈴木邦子訳、彩流社、2009年

  1. 「ピアノ調律師の妻たち」
  2. 「ある友情」
  3. 「ティモシーの誕生日」
  4. 「子供の遊び」
  5. 「小遣い稼ぎ」
  6. 「アフター・レイン」
  7. 「未亡人姉妹」
  8. 「ギルバートの母」
  9. 「馬鈴薯仲買人」
  10. 「失われた地」
  11. 「一日」
  12. 「ダミアンとの結婚」
- The Hill Bachelors （2000年）
- 『聖母の贈り物』 栩木伸明訳、国書刊行会〈短篇小説の快楽〉、2007年 - 日本オリジナル編集
  1. Torridge 「トリッジ」
  2. Broken Homes 「こわれた家庭」
  3. Lovers of Their Times 「イエスタデイの恋人たち」
  4. The Raising of Elvira Tremlett 「ミス・エルヴィラ・トレムレット、享年十八歳」
  5. The News from Ireland 「アイルランド便り」
  6. Death in Jerusalem 「エルサレムに死す」
  7. Matilda's England 「マティルダのイングランド」
    1. The Tennis Court 「テニスコート」
    2. Summer-house 「サマーハウス」
    3. The Drawing-room 「客間」

  8. The Hill Bachelors 「丘を耕す独り身の男たち」
  9. The Virgin's Gift 「聖母の贈り物」
  10. After Rain 「雨上がり」
- A Bit On the Side （2004年）　
  - 『密会』 中野恵津子訳、新潮社〈新潮クレスト・ブックス〉、2008年

  1. 「死者とともに」
  2. 「伝統」
  3. 「ジャスティーナの神父」
  4. 「夜の外出」
  5. 「グレイリスの遺産」
  6. 「孤独」
  7. 「聖像」
  8. 「ローズは泣いた」
  9. 「大金の夢」
  10. 「路上で」
  11. 「ダンス教師の音楽」
  12. 「密会」
- Cheating At Canasta（2007年）
- 『アイルランド・ストーリーズ』 栩木伸明訳、国書刊行会〈短篇小説の快楽〉、2010年 - 日本オリジナル編集
  1. 「女洋裁師の子供」
  2. 「キャスリーンの牧草地」
  3. 「第三者」
  4. 「ミス・スミス」
  5. 「トラモアへ新婚旅行」
  6. 「アトラクタ」
  7. 「秋の日射し」
  8. 「哀悼」
  9. 「パラダイスラウンジ」
  10. 「音楽」
  11. 「見込み薄」
  12. 「聖人たち」
- 『異国の出来事』（短編集） 栩木伸明訳、国書刊行会、2016年
- 『ラスト・ストーリーズ』（短編10篇） 栩木伸明訳、国書刊行会、2020年

## 映像化作品
- 『フェリシアの旅』 （1999年）　同名の長篇を原作とした映画。